# 豌豆黄

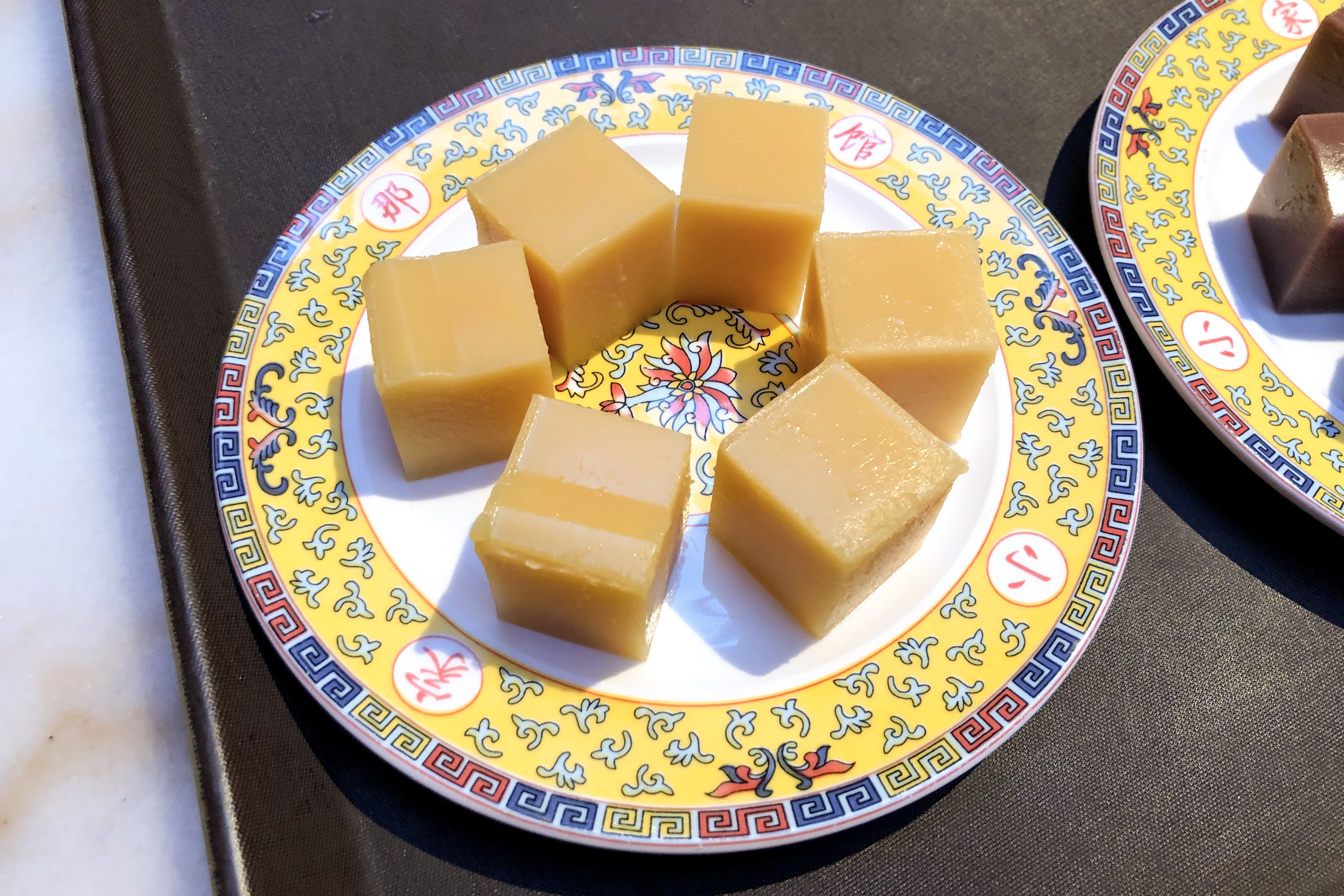
豌豆黄

豌豆黄是以豌豆为原料制作的点心，颜色浅黄，细腻凉甜，入口即化，是春季节令食品和夏季消暑佳品。
清宫的豌豆黄，用上等白豌豆为原料做成，因慈禧喜食而出名；民间的糙豌豆黄儿是典型的春令食品，常见于春季庙会上。
豌豆黄是北京特色的小吃，有農曆三月初三吃豌豆黄的习俗。北京东便门内原有“护国太平蟠桃宫”，明、清和民国年，每年农历三月初三，蟠桃宫都要开庙会，称为“蟠桃盛会”，在蟠桃盛会上，有很多卖豌豆黄的小摊。虽然作为广受欢迎的传统食品，但是如今京城能买到豌豆黄的地方越来越少。
豌豆黄的制作是使用去皮的乾的黄豌豆，将豌豆用水泡发后加水煮烂，然后滤去水分加入白糖炒30分钟，然后冷却凝固，切方块状出售。因为使用黄豌豆，所以制作出来的才呈黄色。